# Університет Бордо II
Університет Бордо II Сегален — колишній французький університет, відноситься до академії Бордо. Заснований в 1971 році. Університет названо на честь французького поета і лікаря Віктора Сегалена
. У 2014 році став частиною Університету Бордо.

## Історія
Внаслідок травневих заворушень 1968 році указом Едгара Фора університет Бордо, як і багато французьких університетів, розформований на дрібніші: Бордо I, Бордо II і Бордо III. У 1971 році офіційно створено Університет Бордо III.

## Структура
До складу університету входять 8 факультетів і 3 інститути

.
Факультети:
- Факультет медичних наук.
- Факультет одонтології.
- Факультет фармацевтичних наук.
- Факультет біології.
- Факультет точних наук та моделювання.
- Факультет наук про людину.
- Факультет фізичної культури і спорту.
- Факультет енології.

Інститути:
- Політехнічний інститут Бордо.
- Інститут епідеміології та розвитку державної охорони здоров'я.
- Інститут термалізма.